# Blood kapitány
A Blood kapitány (eredeti címe: Captain Blood) 1935-ben bemutatott amerikai történelmi kalandfilm, amelyet Kertész Mihály rendezett. A forgatókönyvet Rafael Sabatini azonos című regénye alapján Casey Robinson készítette. A produkció főbb szerepeiben Errol Flynn és Olivia de Havilland. 1935. december 19-én mutatták be az Egyesült Államokban. Magyarországon 1936. február 27-től vetítették a mozikban. A produkciót öt Oscar-díjra jelölték a 8. Oscar-gálán.

## Cselekmény
Angliában 1685-ben lázadás tör ki II. Jakab király ellen. Peter Blood ír orvost azért tartóztatják le, mert orvosi ellátást nyújt egy lázadónak. A férfit halálra ítélik, de mikor kiderül, hogy több rabszolgára van szükség Jamaicán, Bloodot és számos elítélt lázadót Port Royalba szállítanak. Bloodot itt megvásárolja az ültetvénytulajdonos, Bishop ezredes, unokahúga Arabella Bishop. 
Blood hamarosan nagyobb szabadságot kap, mint a többi rabszolga, mivel ő az egyetlen alkalmas orvos a környéken, aki segíthet a köszvényes Steed kormányzónak. Blood a szökését tervezi, és bár Arabella ezt megsejti, nem buktatja le őket. Egy idő után Port Royalt spanyol hajósok támadják meg. Blood és rabszolgatársai átveszik az egyik hajó felett az irányítást, és tüzet nyitnak a spanyol hajókra. Habár sikerül megakadályozniuk, hogy Anglia elveszítse Port Royalt, Bishop ezredes nem hajlandó őket felszabadítani.
A férfiak ezután kalózként tengetik életüket Peter Blood vezetésével. Peter Bloodot hamarosan a Karib-tenger egyik legsikeresebb kalózaként ismerik el, és szövetségre lép a francia kalózzal, Levasseurrel. Egy rajtaütés során Levasseur kezére kerül az angol Lord Willoughby és Arabella Bishop. A két kalóz megbeszélt találkozási pontján Peter Blood újra meglátja egykori gazdáját, és meg akarja vásárolni Levasseurtől. Mivel azonban Levasseur nem Bloodtól, hanem Port Royal kormányzójától akarja a váltságdíjat, halálos párbajra kerül sor Peter Blood és Levasseur között.
Miután Peter Blood túléli a párbajt, Port Royalba hajózik, hogy ott tegye ki Arabella Bishopot. A várost ezúttal a francia hajók támadják, mivel Anglia és Franciaország háborúban áll. Lord Willoughby közli velük, hogy új királyuk, Orániai Vilmos kegyelmet addott nekik. Miután e kegyelem révén Blood és emberei ismét a Brit Birodalom hűséges polgáraivá válnak, Blood és emberei csatában találkoznak a franciákkal, és legyőzik őket. A megnyert tengeri csata után Willoughby Peter Bloodot szolgálataiért Port Royal új kormányzójává nevezi ki, és elnyeri Arabella kezét is.

## Szereplők
| Szerep          | Színész             | Magyar hangja  |
| --------------- | ------------------- | -------------- |
| Peter Blood     | Errol Flynn         | Mécs Károly    |
| Arabella Bishop | Olivia de Havilland | Váradi Hédi    |
| Bishop ezredes  | Lionel Atwill       |                |
| Levasseur       | Basil Rathbone      | Kaló Flórián   |
| Jeremy Pitt     | Ross Alexander      | Kovács István  |
| Hagthorpe       | Guy Kibbee          | Képessy József |
| Lord Willoughby | Henry Stephenson    | Benkő Gyula    |
| Wolverstone     | Robert Barrat       | Farkas Antal   |
| Dr. Bronson     | Hobart Cavanaugh    |                |
| Dr. Whacker     | Donald Meek         |                |

## Fogadtatása
A Rotten Tomatoeson 100%-os minősítést ért el 31 értékelés alapján. Don Druker a Chicago Readertől azt írta: „Kertész Mihály, a Warner stúdió legcsiszoltabb technikusa királyi módon indítja Flynnt.” Ian Nathan az Empire Magazine-tól azt írta: „Pazar kalózkaland, amely Errol Flynnt az 1930-as évek mozivásznára repítette, és biztosította, hogy a csatok még jó néhány évig csattogjanak.” Andre Sennwald a New York Timestól azt írta: „A szellemes és bűnösen jóképű ausztrál Errol Flynn az előkelő kalózt játssza a legjobban, a fotójáték pedig visszaadja a romantikus kalandok levegőjét, amely a mese alapját képezi.” A Variety szerint: „Ez egy olyan látványosság, amely Errol Flynnt és Olivia de Havillandot is megalapozza.”

## Fontosabb díjak és jelölések
| Esemény       | Díj       | Kategória                     | Eredmény |
| ------------- | --------- | ----------------------------- | -------- |
| 8. Oscar-gála | Oscar-díj | Legjobb film                  | Jelölve  |
| 8. Oscar-gála | Oscar-díj | Legjobb adaptált forgatókönyv | Jelölve  |
| 8. Oscar-gála | Oscar-díj | Legjobb rendező               | Jelölve  |
| 8. Oscar-gála | Oscar-díj | Legjobb hang                  | Jelölve  |
| 8. Oscar-gála | Oscar-díj | Legjobb eredeti filmzene      | Jelölve  |